# أندي كوتس
أندي كوتس هو سياسي أمريكي، ولد في 19 يناير 1935. انتخب عمدة أوكلاهوما سيتي، أوكلاهوما ‏.